# Strane (Federacja Bośni i Hercegowiny)
Strane – wieś w Bośni i Hercegowinie, w Federacji Bośni i Hercegowiny, w kantonie środkowobośniackim, w gminie Busovača. W 2013 roku liczyła 267 mieszkańców, z czego większość stanowili Boszniacy.